# Myrsine velutina
Myrsine velutina är en viveväxtart som först beskrevs av Knoester, Wijn och Sleumer, och fick sitt nu gällande namn av Pipoly. Myrsine velutina ingår i släktet Myrsine och familjen viveväxter. Inga underarter finns listade i Catalogue of Life.